# 1182
سنة 1182 كانت سنة بسيطة تبدأ يوم الجمعة (الرابط يظهر نموذج التقويم الكامل للسنة) من التقويم اليولياني.

## مواليد
- ألكسيوس الرابع أنجيلوس
- بوشار الرابع دي أفيسنيس نبيل بلجيكي
- ماريا من مونبلييه
- هاكون الثالث ملك النرويج

## وفيات
- ابن المتقنة.
- فروخ شاه (أمير أيوبي).